# Уланковский сельсовет
Уланковский сельсовет — сельское поселение в Суджанском районе Курской области Российской Федерации.
Административный центр — село Уланок.

## История
Статус и границы сельского поселения установлены Законом Курской области от 21 октября 2004 года № 48-ЗКО «О муниципальных образованиях Курской области».

## Население
| 2002 | 2010 | 2012 | 2013 | 2014 | 2015 | 2016 |
| ---- | ---- | ---- | ---- | ---- | ---- | ---- |
| 616  | ↘502 | ↗507 | ↘502 | ↘499 | ↘489 | ↗498 |
| 2017 | 2018 | 2019 | 2020 | 2021 |      |      |
| ↗516 | ↗537 | ↘536 | ↘499 | ↘498 |      |      |

## Состав сельского поселения
| № | Населённый пункт | Тип населённого пункта       | Население |
| - | ---------------- | ---------------------------- | --------- |
| 1 | Уланок           | село, административный центр | ↘498      |